# Somalische trap
De Somalische trap (Heterotetrax humilis synoniem: Eupodotis humilis) is een vogel uit de familie van de trappen (Otididae).

## Verspreiding en leefgebied
Deze soort komt voor in oostelijk Ethiopië en noordelijk Somalië.